# División de Honor juvenil de fútbol sala
La Liga Nacional Juvenil de Fútbol Sala es la división más alta del fútbol sala español en categoría de juveniles. Se disputa desde la temporada 2003-2004 y en ella participan clubes de toda España, aunque repartidos en varios grupos, cada uno gestionado por las respectivas federaciones territoriales de fútbol o fútbol sala que están representadas en ellos, por lo que se trata de una competición de carácter estatal, pero de ámbito geográfico autonómico.
No todas las comunidades autónomas tienen grupo en Liga Nacional como es el caso de Galicia, Castilla y León, Aragón, Cataluña, Comunidad Valenciana, Madrid, Castilla-La Mancha, Región de Murcia, Andalucía y Canarias, que al participar en Liga Nacional están disputando la primera fase del Campeonato de España. Hasta hace pocos años, Cantabria, País Vasco, La Rioja y Navarra componían un solo grupo de Liga Nacional, al igual que Asturias tenía el suyo propio, pero en ambos casos ya se han perdido, mientras que Extremadura y Baleares tampoco tienen grupo, organizando todas ellas sus respectivas competiciones autonómicas al margen de la Liga Nacional.

## Sistema de competición
Los equipos participantes están divididos en 11 grupos, correspondiendo cada uno de ellos a una Comunidad Autónoma, excepto en Canarias, que hay dos grupos como son el de las islas pertenecientes a la provincia de Santa Cruz de Tenerife y el de las islas que componen la provincia de Las Palmas. Hasta la temporada 2009-2010, la Comunidad Autónoma Andaluza tenía dos grupos (Oriental y Occidental), pero la imposibilidad de mantener un número de equipos suficiente provocó que, a partir de la campaña 2010-2011, sólo haya un grupo. En el grupo de Andalucía se encuentran también los representantes de las ciudades autónomas de Ceuta y Melilla.

### Sistema
Los equipos de cada grupo se enfrentan entre sí de local y visitante, siguiendo un sistema de todos contra todos. El campeón de cada grupo se clasifica para la Copa de España Juvenil de Fútbol Sala, la cual se disputa tras finalizar las competiciones ligueras en todos los grupos, siendo en la Copa de España donde los clubes clasificados compiten por proclamarse campeón de España. En el caso de Canarias, los campeones de ambos grupos competirán entre sí en una final a ida y vuelta, cuyo vencedor será el que se clasifique para la Copa de España.
Las plazas de descenso en cada grupo varían en función del número de equipos que haya o de la normativa de cada federación autonómica en este sentido. Los equipos que desciendan lo hacen a ligas regionales en algunos casos y provinciales en otros, de manera que los equipos que ascienden a Liga Nacional vienen de este tipo de ligas. Además, los equipos juveniles filiales no pueden participar en Liga Nacional aunque sí pueden ascender a ella, en caso de que el primer equipo juvenil haya descendido, por lo que ocuparía su plaza.
- Datos: Q5975641